# Оскар Шлемер
Оскар Шлемер (Штутгарт, 4. септембар 1888 — Баден-Баден, 13. април 1943) је био „Баухаус“ - немачки сликар, дизајнер вајар и кореограф. Скупа са њим и осталим напредним уметницима била је његова изложба дегенеричне уметности у Минхену. 